# Kfz-Kennzeichen (Ecuador)

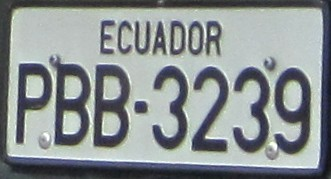
Ecuadorianisches Kfz-Kennzeichen aus der Provinz Pichincha

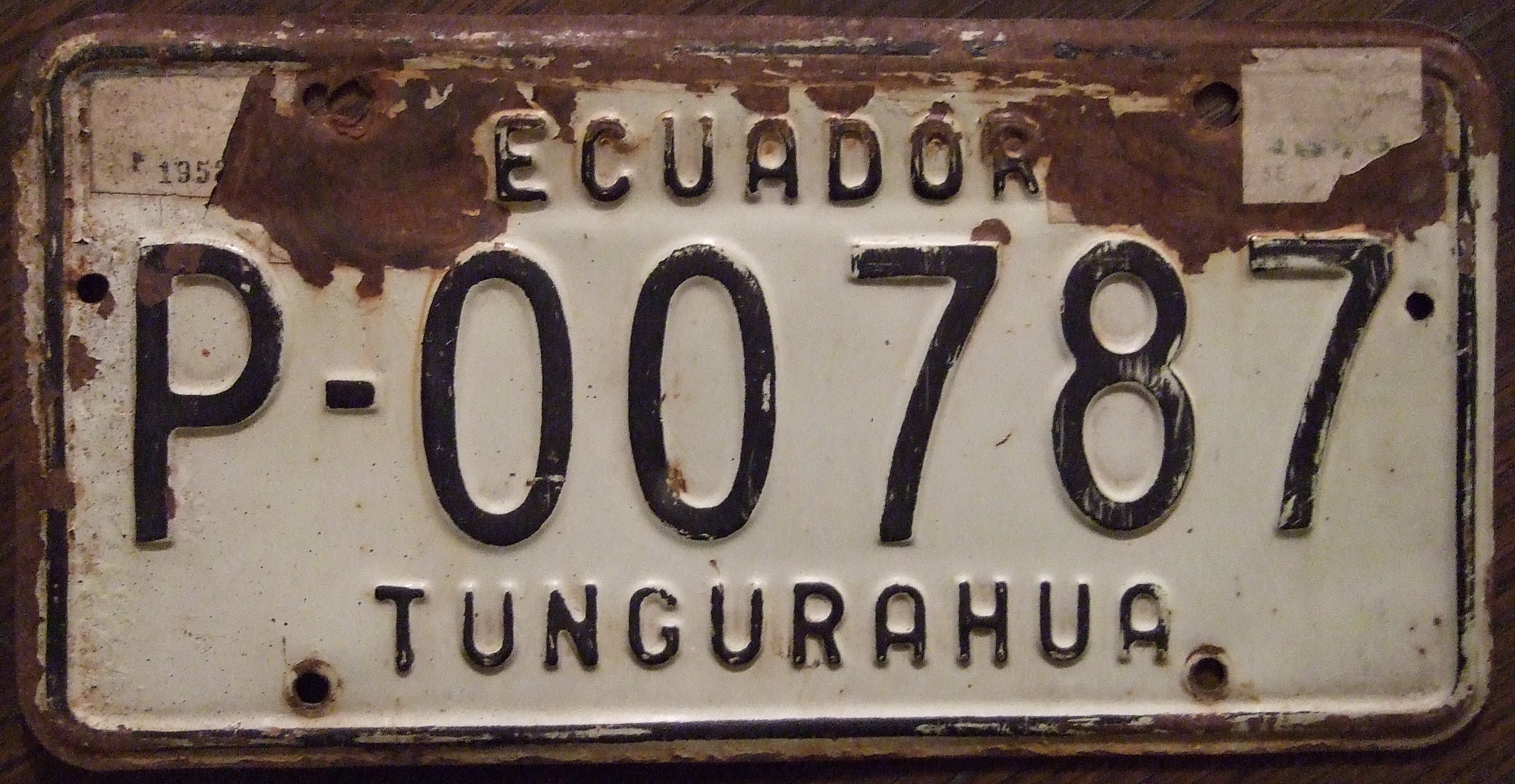
Altes Kennzeichen aus der Provinz Tungurahua

Die Kfz-Kennzeichen von Ecuador besitzen schwarze Schrift auf weißem Hintergrund und entsprechen bezüglich ihrer Größe dem US-amerikanischen Schildertyp. Die Nummernschilder bestehen aus drei Buchstaben, einem kurzen Trennstrich sowie drei bis vier Ziffern. Der erste Buchstabe gibt dabei die entsprechende Provinz an, in der Fahrzeug registriert wurde. Weiterhin wird der zweite Buchstabe in Verbindung mit der Hintergrundfarbe des Schildes genutzt, um die Fahrzeugart näher zu bestimmen. Zentriert über der Aufschrift befindet sich der Landesname in Großbuchstaben.
Ältere Kennzeichen zeigten nur einen Buchstaben und eine fortlaufende Nummer sowie den Namen der Provinz am unteren Rand des Schildes.
| 1. Buchstabe | Provinz                        |
| ------------ | ------------------------------ |
| A            | Azuay                          |
| B            | Bolívar                        |
| C            | Carchi                         |
| E            | Esmeraldas                     |
| G            | Guayas                         |
| H            | Chimborazo                     |
| I            | Imbabura                       |
| J            | Santo Domingo de los Tsáchilas |
| K            | Sucumbíos                      |
| L            | Loja                           |
| M            | Manabí                         |
| N            | Napo                           |
| O            | El Oro                         |
| P            | Pichincha                      |
| Q            | Orellana                       |
| R            | Los Ríos                       |
| S            | Pastaza                        |
| T            | Tungurahua                     |
| U            | Cañar                          |
| V            | Morona Santiago                |
| W            | Galápagos                      |
| X            | Cotopaxi                       |
| Y            | Santa Elena                    |
| Z            | Zamora Chinchipe               |

| 2. Buchstabe | Farbe       | Verwendung          |
| ------------ | ----------- | ------------------- |
| A, Z, Q      | orange      | Bus, Taxi           |
| E            | gold        | Regierung           |
| M            | hellgrün    | städtische Behörden |
| W            | weiß-silber | Polizei             |